# جريسيلدا سيسيلياني
غريسيلدا سيسيلياني (بالإسبانية: Griselda Siciliani) (ولدت في 2 أبريل 1978، بوينس آيرس، الأرجنتين) هي ممثلة ومغنية وراقصة أرجنتينية.

## سيرة شخصية
بدأت جريسيلدا سيسيلياني حياتها المهنية في الكوميديا الموسيقية، وشاركت في المسرحية «المجلة الوطنية». قابلت الممثل والمنتج الأمريكي أدريان سوار، الذي أخذها للعب دور سكرتيرة في المسلسل الهزلي بدون كود

## أعمال

### تلفزيون
| عام       | عنوان                            | دور                  |
| --------- | -------------------------------- | -------------------- |
| 2005      | سين كوديجو                       | فلور                 |
| 2006      | سوس مي فيدا                      | ديبي كيسادة          |
| 2007-2008 | باتيتو فو                        | كارمن                |
| 2009      | تراتامي بين                      | دينيس                |
| 2010      | الفقرة فيستير سانتوس             | فيرجينيا سان خوان    |
| 2011      | لوس únicos                       | ماريا سوليداد ماريني |
| 2013      | فارسانتس                         | غابرييلا سوريا       |
| 2014      | Viudas e hijos del Rock and Roll | سوزانا               |
| 2016      | Educando نينا                    | نينا / مارا          |

### المسرحيات
- كورازون إيديوتا
- لا فورما دي لاس كوساس
- صدقة حلوة
- عرض الربنكي
- لا ريفيستا ناسيونال
- لوس رييس
- تان مودوزيتاس
- هيرموسورا
- دي بروتيستا
- لا دانزا كانسا
- لوس موفيس
- لا فويلتا مانزانا
- سبوتزا
- السكر

## الجوائز
- 2013 جوائز مارتين فييرو: أفضل ممثلة في الدراما اليومية (لفارسانتس) [4]

## روابط خارجية
- جريسيلدا سيسيلياني على موقع IMDb (الإنجليزية)
- جريسيلدا سيسيلياني على موقع ألو سيني (الفرنسية)
- جريسيلدا سيسيلياني على موقع ميوزك برينز (الإنجليزية)
- جريسيلدا سيسيلياني على موقع أول موفي (الإنجليزية)
- جريسيلدا سيسيلياني على موقع قاعدة بيانات الفيلم (الإنجليزية)
- جريسيلدا سيسيلياني على موقع كينوبويسك (الروسية)